# Корбене
Корбене́ (фр. Corbenay) — коммуна во Франции, находится в регионе Франш-Конте. Департамент — Верхняя Сона. Входит в состав кантона Сен-Лу-сюр-Семуз. Округ коммуны — Люр.
Код INSEE коммуны — 70171.

## География
Коммуна расположена приблизительно в 320 км к востоку от Парижа, в 80 км севернее Безансона, в 33 км к северо-востоку от Везуля.
По территории коммуны протекают реки Семуза и Огрон.

## Население
Население коммуны на 2010 год составляло 1344 человека.
| 1962 | 1968 | 1975 | 1982 | 1990 | 1999 | 2010 |
| ---- | ---- | ---- | ---- | ---- | ---- | ---- |
| 1075 | 1157 | 1241 | 1418 | 1377 | 1396 | 1344 |

## Администрация
| Период | Период | Фамилия        | Партия | Примечания |
| ------ | ------ | -------------- | ------ | ---------- |
| 1966   | 1983   | Жан-Жак Бёкле  |        |            |
| 1983   | 2001   | Луи Биже       |        |            |
| 2001   | 2008   | Анжела Дамиоли |        |            |
| 2008   | 2014   | Жорж Бардо     |        |            |

## Экономика
В 2010 году среди 878 человек трудоспособного возраста (15—64 лет) 607 были экономически активными, 271 — неактивными (показатель активности — 69,1 %, в 1999 году было 66,3 %). Из 607 активных жителей работали 538 человек (306 мужчин и 232 женщины), безработных было 69 (24 мужчины и 45 женщин). Среди 271 неактивных 73 человека были учениками или студентами, 84 — пенсионерами, 114 были неактивными по другим причинам.

## Фотогалерея

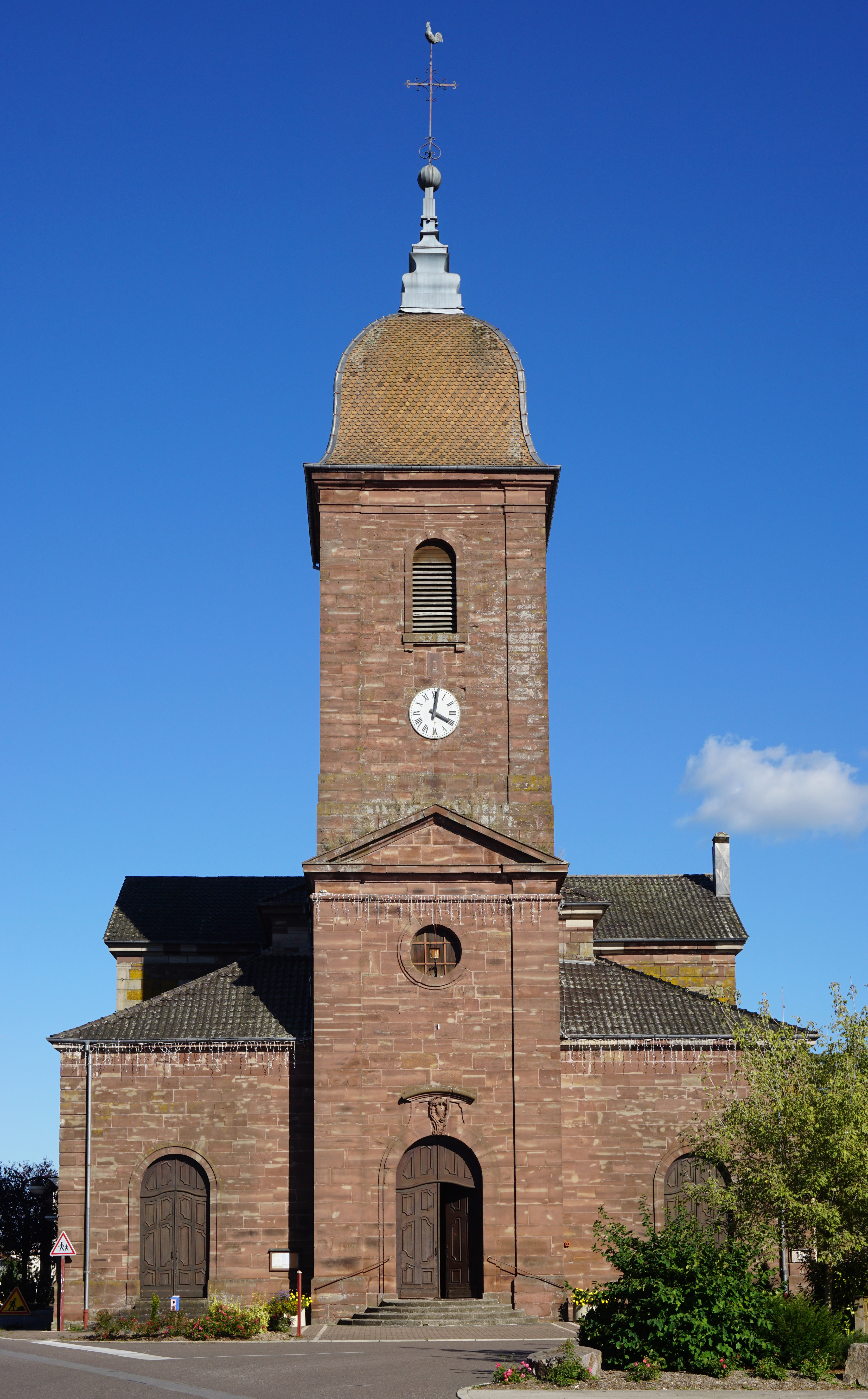
Церковь
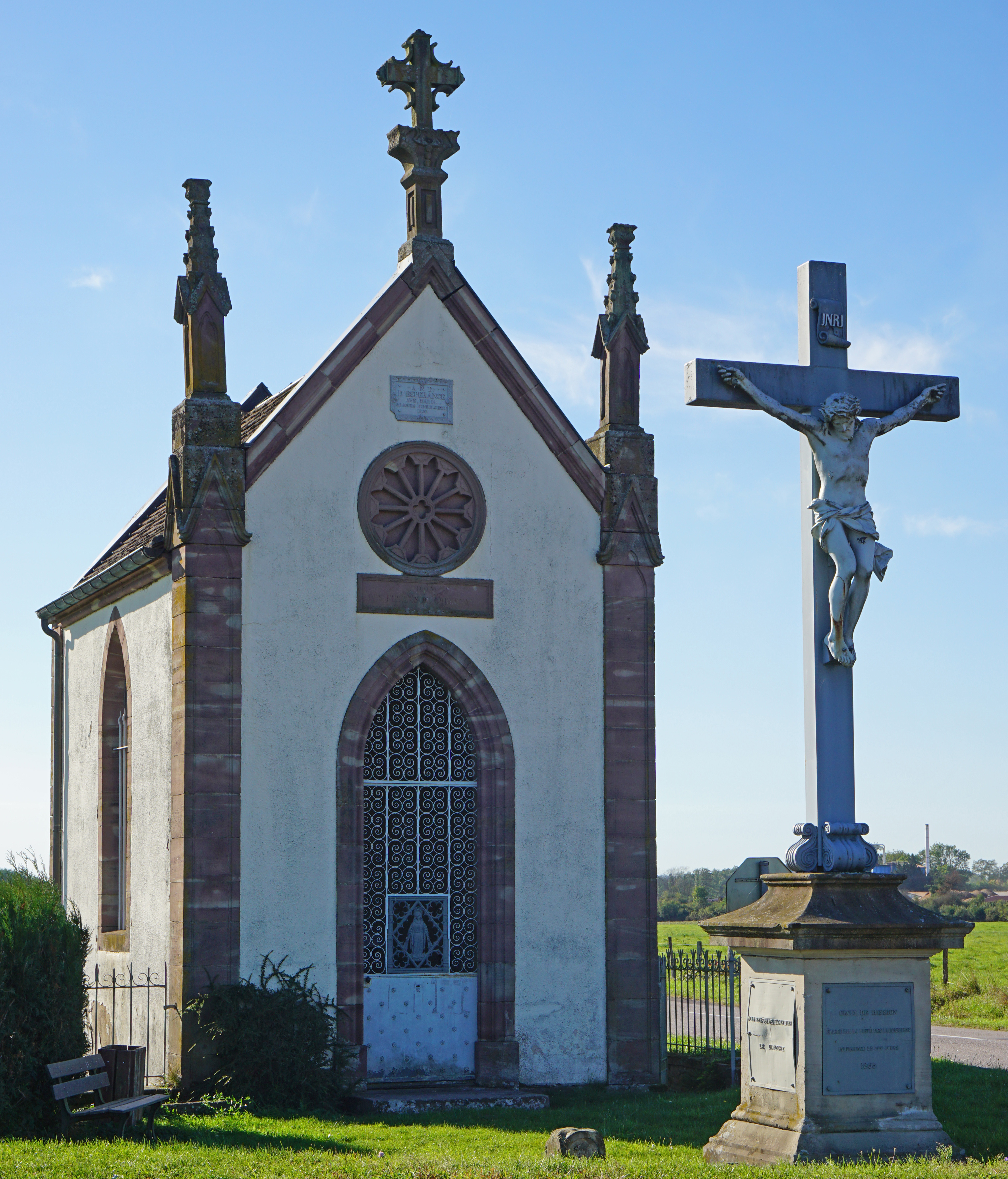
Часовня и распятие
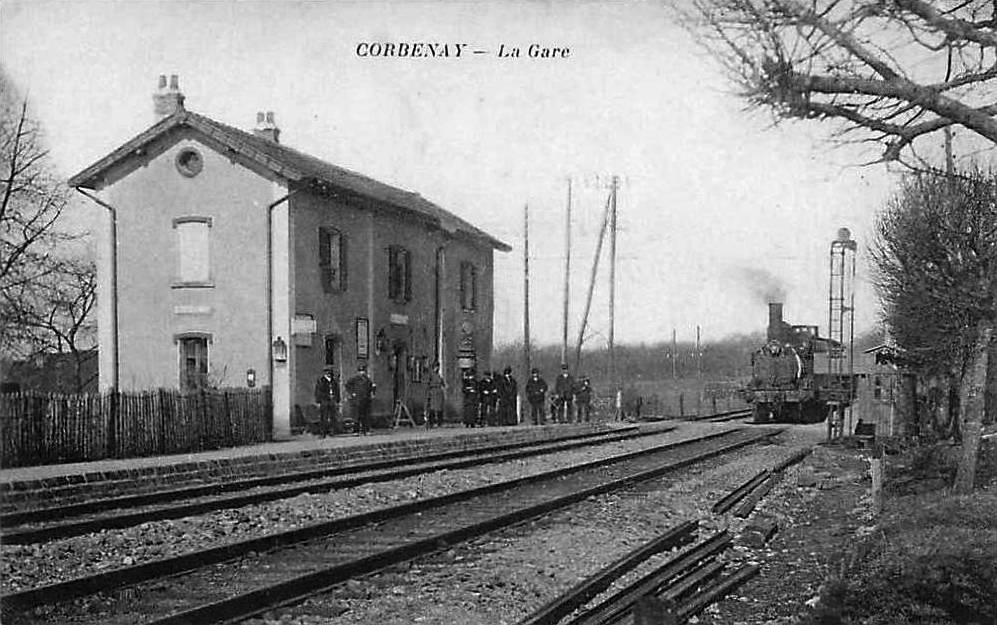
Вокзал (1900 год)
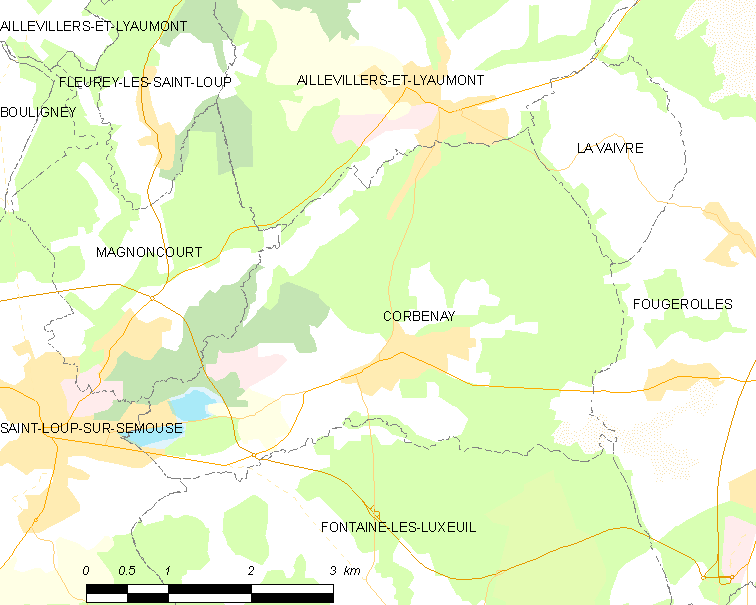
Карта коммуны